# Hanunoo
Hanunoo è un blocco Unicode. È costituito da 23 caratteri compresi nell'intervallo U+1720-U+173F.
Introdotto nella versione 3.2 di Unicode, comprende i simboli utilizzati per la lingua hanunó'o.

## Tabella compatta di caratteri

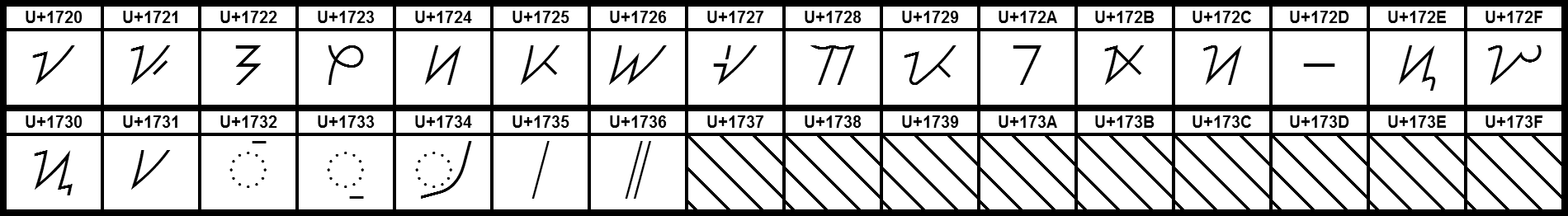
Hanunoo

|     | 0 | 1 | 2 | 3 | 4 | 5 | 6 | 7 | 8 | 9 | A | B | C | D | E | F |
| --- | - | - | - | - | - | - | - | - | - | - | - | - | - | - | - | - |
| 172 | ᜠ | ᜡ | ᜢ | ᜣ | ᜤ | ᜥ | ᜦ | ᜧ | ᜨ | ᜩ | ᜪ | ᜫ | ᜬ | ᜭ | ᜮ | ᜯ |
| 173 | ᜰ | ᜱ | ᜲ  | ᜳ  | ᜴  | ᜵ | ᜶ |   |   |   |   |   |   |   |   |   |